# O Melhor Da Klasse Kriminale
O Melhor Da Klasse Kriminale è una raccolta di brani della Oi! band Klasse Kriminale, realizzata da una casa discografica brasiliana.

## Brani
1. Birra Donne e Ciminiere
2. C'Era un Giovane che Disse
3. Ci Incontreremo Ancora un Giorno
4. Dove Sono Finiti?
5. Ragazzi Come Tu & Me
6. Generazione Distruttiva
7. Lavoro o Rivolta
8. Faccia a Faccia
9. Un Altro Ribelle è Morto
10. Oi! È Una Lega Mondiale
11. In Piedi Sulle Rovine
12. Politicanti
13. Quanti Altri Come Te?
14. La Ragazza dalla T-Shirt degli "Angelic Upstarts"
15. Tu Vieni da Garageland
16. Vi Accuso
17. I Ragazzi Sono Innocenti
18. Oi! Fatti una Risata
19. Mind Invaders
20. Kidz & Queens (I'm A Punk...)